# Alfred Tittel (Jurist)
Richard Alfred Tittel (* 15. August 1870 in Eibenstock; † 17. Juli 1937) war ein deutscher Reichsgerichtsrat.

## Leben
Während seines Studiums wurde Tittel Mitglied beim Verein Deutscher Studenten Leipzig. Der Sohn eines evangelischen Kaufmanns wurde 1897 Assessor, 1901 Staatsanwalt in Dresden.  Von 1904 bis September 1907 war er Hilfsarbeiter im sächsischen Justizministerium. Im Juli 1908 wurde er Landrichter in Dresden. Zum Rat wurde er im nächsten Jahr ernannt. 1912 wurde er Amtsgerichtsrat in Dresden, 1913 Landgerichtsdirektor in Zwickau. Er war (Stand 1914) Hauptmann der Reserve im Infanterie-Regiment Nr. 107 der sächsischen Armee. Im Ersten Weltkrieg war er Kriegsgerichtsrat und Major der Reserve. Mitte Mai 1919 wurde er Hilfsarbeiter im Innenministerium, 1921 Hilfsarbeiter am Reichsgericht. 1922 wurde er zum Rat ernannt. 1936 gehörte er dem Ausschuss des Reichsgerichts für die Strafprozessreform an und wirkte bei der Entscheidung des Großen Senats für Strafsachen zur Definition der „Rassenschande“ mit. 1937 trat er in den Ruhestand. Er war in keiner Partei.

## Quelle
- Friedrich Karl Kaul, Geschichte des Reichsgerichts, Band IV (1933-1945), Ost-Berlin 1971, S. 296.

| Personendaten    | Personendaten               |
| ---------------- | --------------------------- |
| NAME             | Tittel, Alfred              |
| ALTERNATIVNAMEN  | Tittel, Alfred Richard      |
| KURZBESCHREIBUNG | deutscher Reichsgerichtsrat |
| GEBURTSDATUM     | 15. August 1870             |
| GEBURTSORT       | Eibenstock                  |
| STERBEDATUM      | 17. Juli 1937               |